# Henrik IV. Goriški
Henrik IV. Goriški (* 22.6.1376 - † 18.3.1454), je bil  goriški grof (iz rodu Majnhardincev), ki je vladal  Goriški grofiji do leta 1454. Bil je tudi Palatinski grof Vojvodine Koroške (kot dedni naslov), kapitan škofije Belluno-Feltre in  deželni glavar Vojvodine Kranjske. 

## Življenje
Henrikovi starši so bili grof Majnhard VI. Goriški in Utehild iz Mätsch-a. Henrikov oče je sam vladal Goriškim posestim, saj je njegov brat umrl že leta 1365. Po očetovi smrti okoli leta 1385, je Henrik nasledil svojega očeta kot goriški grof. Vendar je bil na začetku od 1385 do 1393, zaradi mladoletnosti, do polnoletnosti pod skrbništvom krškega škofa Janeza IV. Mayrhofna. Avstrijski vojvoda Albrecht je leta 1387 sklenil zavezništvo s krškim škofom, kot varuhom Goričanov. Posesti Goriških so pod Henrikom začele propadati, ker je bil Henrik »nepopravljiv pivec in igralec na srečo«. Z Habsburžani  je sklenil dedno pogodbo, po kateri bi v primeru brez moškega potomca in dediča goriške posesti podedovali Habsburžani, obratno pa bi le nekaj habsburških posesti pripadlo Goriškim. Zaradi te pogodbe sta bili vznemirjeni Wittelsbachi, tj. vojvoda Bavarske  in Beneška republika. 
Henrik IV. Goriški je bil zaročen z Elizabeto, hčerko avstrijskega vojvode Leopolda, vendar se je najprej poročil z Elizabeto Celjsko, hčerko grofa Hermana II. Celjskega, po njeni smrti  († 1426) pa še s Katarino Gorjansko, hčerko ogrskega palatinskega grofa Nikolaja Gorjanskega. 
Po smrti svojega mlajšega brata Ivana Majnharda VII. leta 1430, je podedoval še posest po svoji mami in sicer  švabsko grofijo  Kirchberg.

## Poroke in potomci
Henrik je bil zaročen z Elizabeto († 1392), hčerko habsburškega vojvode Leopolda III. Avstrijskega. Vendar se je potem 31. januarja 1400 poročil z Elizabeto Celjsko, mlajšo hčerko celjskega grofa Hermana II.. Preko te poroke je Henrik postal svak cesarja Sigismunda Luksemburškega.
Elizabeta mu je dala dve hčeri:
- Ano, poročena z Brunom della Scala († 1437)
- Margareto († 1450), poročena z grofom Ivanom Oettingen-Wallersteinom († 1449)

Po Elizabetini smrti se je Henrik poročil s  Katarino Gorjansko im. (Katalin). V tem zakonu so rojeni trije sinovi:
- Ivan II. (*1438– † 1462), ki je nasledil očeta kot goriški grof leta 1454
- Lenart (*1440– † 1500), ki je nasledil svojega starejšega brata leta 1462, zadnji Goriški grof
- Ludvik († 1457)